# Dazhou
Dazhou (chiń. upr. 达州; chiń. trad. 達州; pinyin Dázhōu) – miasto o statusie prefektury miejskiej w Chinach, w prowincji Syczuan. 
W 2010 roku liczba mieszkańców miasta wynosiła 57 893. Prefektura miejska w 1999 roku liczyła 5 312 398 mieszkańców. 

## Podział administracyjny
Prefektura miejska Dazhou podzielona jest na:
- dzielnicę: Tongchuan,
- miasto: Wanyuan,
- 5 powiatów: Da, Xuanhan, Kaijiang, Dazhu, Qu.